# Coleophora peregrinaevorella
Coleophora peregrinaevorella é uma espécie de mariposa do gênero Coleophora pertencente à família Coleophoridae.